# لوهاگارا
لوهاگارا (به لاتین: Lohagara) یک منطقهٔ مسکونی در بنگلادش است که در ناحیه چیتاگونگ واقع شده‌است. لوهاگارا ۲۵۸٫۸۷ کیلومتر مربع مساحت و ۲۰۳٬۴۵۳ نفر جمعیت دارد.